# Fleesensee
Il Fleesensee è un lago tedesco sito nel Land del Meclemburgo-Pomerania Anteriore, circondario della Piana dei laghi del Meclemburgo.
Lungo circa 5 km e largo circa 4, ha una profondità media di 6,1 m con una punta massima di 26,3. La sua superficie a pelo d'acqua è di circa 11 km2 e si trova ad un'altezza di 62 m s.l.m.
Il Fleesensee fa parte della catena di laghi che si estende dal Müritz fino al lago di Plau e ad ovest s'immette nel Lago di Malchow.  Ad est vi è un collegamento con il Kölpinsee tramite il Fleesenkanal. La catena dei laghi è attraversata da est ad ovest dal fiume Elde ed è complessivamente parte della via d'acqua federale Müritz-Elde di classe I ed è molto frequentata da imbarcazioni da diporto e da escursione di varia stazza. Autorità competente per il lago è l'Ufficio delle Acque e della Navigazione di Lauenburg. Sulla riva settentrionale del lago vi è il comune di Silz con i suoi quartieri di Heidepark e Nossentin mentre sulla riva meridionale vi è il quartiere di Untergöhren, appartenente al comune di Göhren-Lebbin. La superficie del lago è suddivisa fra i comuni di Silz, Göhren-Lebbin, Jabel e la città di Malchow.

## Altri progetti

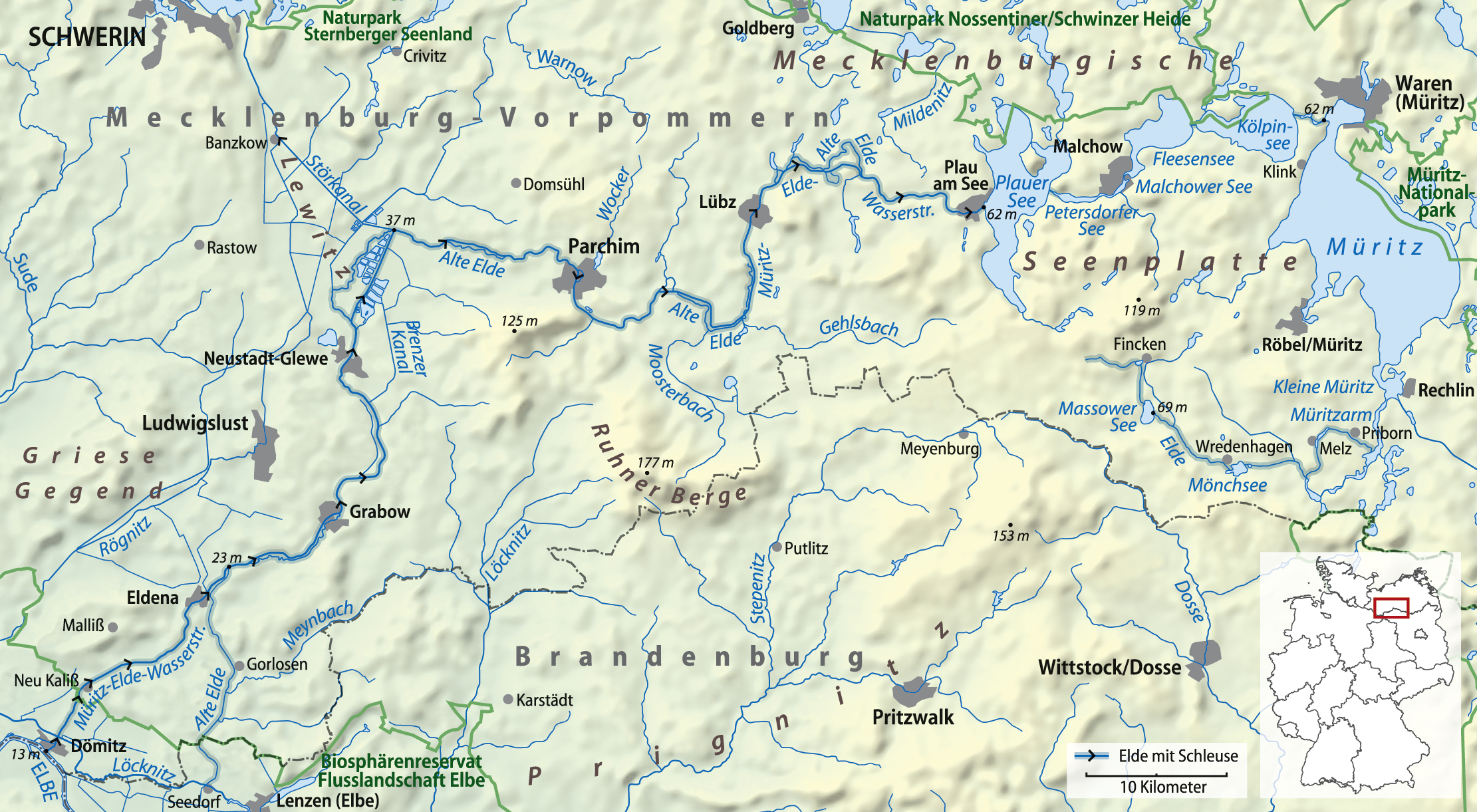
Mappa del percorso della Elde, che evidenzia la catena di laghi che si estende dal Müritz fino al lago di Plau.